# 新政クラブ
新政クラブ（しんせいクラブ）は、民政旧友会が2つに分裂して出来た日本の政党。
戦前立憲民政党に所属し、戦後公職追放された政治家たちは、追放解除後に民政旧友会を結成した。民政旧友会の中には2つの潮流があり、1つは国民民主党と合同して当時の吉田自由党に対抗する保守政党を結成しようとしたグループで大麻唯男、松村謙三らが中心となっていた。もう1つは岸信介とともに保守新党を結成しようとしたグループで、三好英之、武知勇記らが代表格であった。
この2つのグループ対立により民政旧友会は1951年（昭和26年）に分裂して、前者が新政クラブを結成し、1952年（昭和27年）2月8日に国民民主党や農民協同党の一部と合同し改進党を結成した。後者が新日本政治経済調査会を結成し、新日本政治経済調査会は旧民政党以外の政治家も加えて日本再建連盟となった。

## 同名の会派・政党
- 1980年7月8日の参議院において、社会民主連合および無所属議員の院内会派であった「参議院クラブ」と、新自由クラブの党名会派が合流し、統一会派の新政クラブが7名で発足した。衆議院では社会民主連合と新自由クラブが「新自由クラブ・民主連合」という会派名で統一会派を結成した[1]。もともとは、公明党・民社党を加えた中道4党の統一会派構想であったが、結局は小党の2党のみの会派となった経緯があった[2]。会派合同後も社会民主連合と新自由クラブは政党としては一貫して独立していたが、1983年の参議院選挙では両党が比例区で統一名簿の候補者を擁立することとなり、6月2日に統一名簿と同名の「新自由クラブ民主連合」に会派名を変更するが、選挙後に会派名を「新政クラブ」に復する[3]。1986年の新自由クラブ解党を経て、1988年1月11日には税金党との統一会派の「新政クラブ・税金党」となる。同会派は1989年7月28日に「税金党平和の会」と改称し、1990年10月5日に解散[4][5]。

- 1989年に法曹関係者のみで結成されたミニ政党。

- このほか、日本の地方議会における会派名として「新政クラブ」の名称がしばしば用いられる[6]。